# هامور أبيض الحواف
هامور ذو حواف بيضاء (باللاتينية: Epinephelus albomarginatus) هو نوع من الأسماك يتبع جنس الهامور من الفصيلة القرفصية. وهي تتواجد في الموزمبيق و جنوب أفريقيا. تعد الشعاب مرجانية مواطنها الطبيعية. 